# North Caicos
North Caicos – druga pod względem wielkości wyspa wchodząca w skład Turks i Caicos (po Middle Caicos). Na zachodzie, wyspy koralowe Caicos (Caicos Cays, najbliższa jest Parrot Cay) łączą North Caicos z Providenciales. Na wschodzie wyspa jest oddzielona od Middle Caicos przez Juniper Hole, wąski przesmyk, przez który mogą przepłynąć jedynie małe łodzie. Obie wyspy są połączone półtorakilometrową groblą.

## Dane fizycznogeograficzne
North Caicos ma powierzchnię 116,4 km² w obrębie znaku wysokiej wody i 207,1 km² w obrębie linii brzegowej. Różnica pomiędzy obiema wartościami nie jest liczona jako powierzchnia lądowa. Miejscami wartymi zobaczenia na wyspie są: Cottage Pond (Chata nad stawem), Wade's Green Plantation (Zielona plantacja Wade'a – XVIII-wieczna plantacja bawełny), Flamingo Pond Overlook (Staw flamingów), oraz malutkie Three Marys Cays (Wysepki koralowe trzech Marii; 0,64 ha), znajdujące się około 20 metrów od północno-zachodniego wybrzeża. North Caicos znajduje się w odległości 12 mil (ok. 20 kilometrów) od Providenciales, gdzie można zakupić bilet na jednodniowy rejs promem na North Caicos.
Razem z Parrot Cay (4,9 km²), Bay Cay położoną na wschód od North Caicos (ma ona 12,9 km² co czyni ją szóstą pod względem wielkości wyspą Turks i Caicos), oraz kilkoma mniejszymi niezamieszkałymi wysepkami koralowymi tworzy Dystrykt North Caicos, o powierzchni 144,9 km².

## Ludność
Liczba ludności wyniosła 1312 osób w 2012 roku.

## Miasta na North Caicos

### Bottle Creek
Z populacją liczącą 907 osób, Bottle Creek jest główną miejscowością na wyspie. Jest to również stolica Dystryktu, znajdują się tam liczne budynki lokalnych władz, budynki użyteczności publicznej, oraz tamtejsze liceum (high school). Wzdłuż Drogi Królewskiej (King's Road) biegnącej od Bottle Creek aż do grobli prowadzącej na Middle Caicos, znajdują się tereny, na których dawniej prowadzono liczne plantacje.

### Whitby
Znajdująca się pomiędzy chronionym obszarem nurkowania w okolicach Three Marys Cays a Horsetable Beach (Końską Plażą), Whitby jest małą nadbrzeżną wioską na północnym wybrzeżu North Caicos.

### Kew
Ta leżąca w głębi lądu wioska jest jedną z najstarszych miejscowości na Turks i Caicos. Jest znana z bycia ośrodkiem rolniczej społeczności archipelagu. W Kew znajduje się także Wade's Green Plantation, która jest atrakcją historyczną dla turystów. W wiosce mieszkają 234 osoby.

### Sandy Point
Ta mała wioska znajduje się na północno-zachodnim cyplu wyspy, z widokiem na Parrot Cay. Siedzibę ma tam Klub jachtowy North Caicos. Znajduje się tam też Przystań Sandy Point, gdzie docierają promy z Providenciales. Wioska liczy 23 osoby.

## Edukacja
Raymond Gardiner High School ma swoją siedzibę w Bottle Creek.

## Galeria

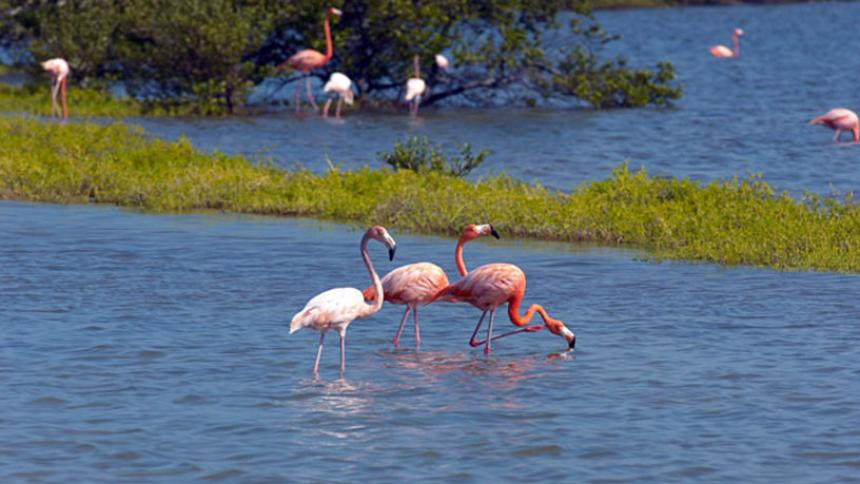
Flamingi na North Caicos
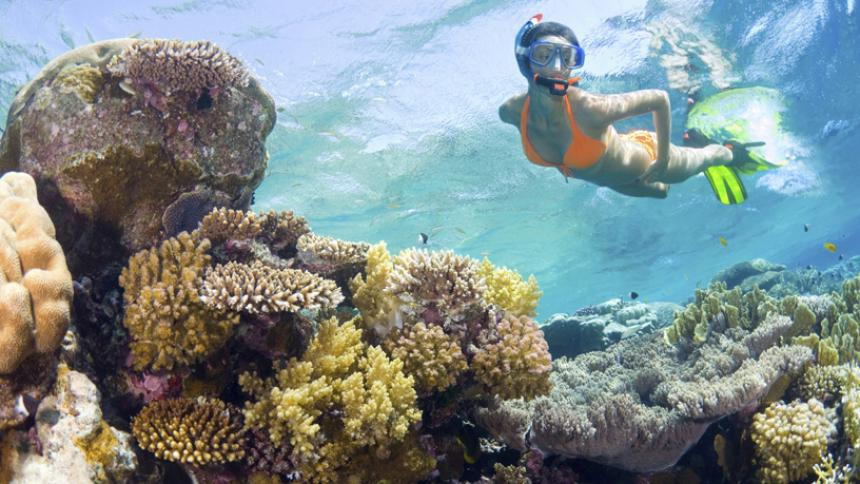
Snorkeling przy North Caicos
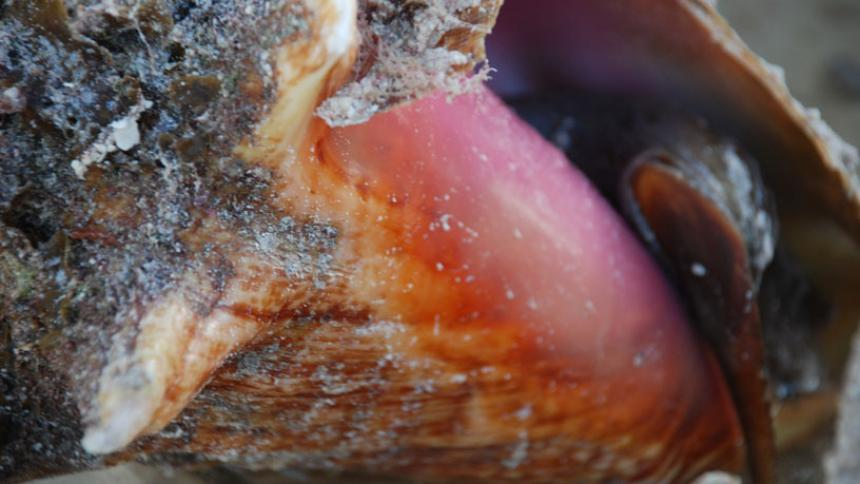
Muszla znaleziona na North Caicos
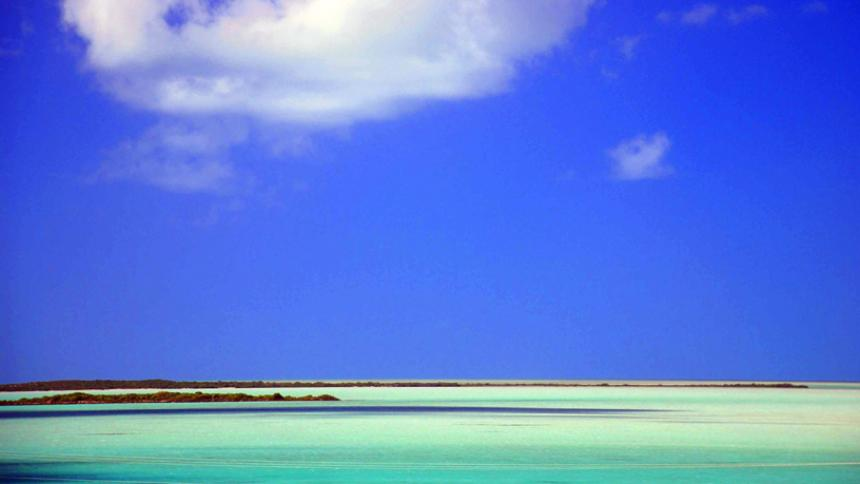
Plaże North Caicos